# St. Maria Magdalena und Bernhard (Wallmersbach)

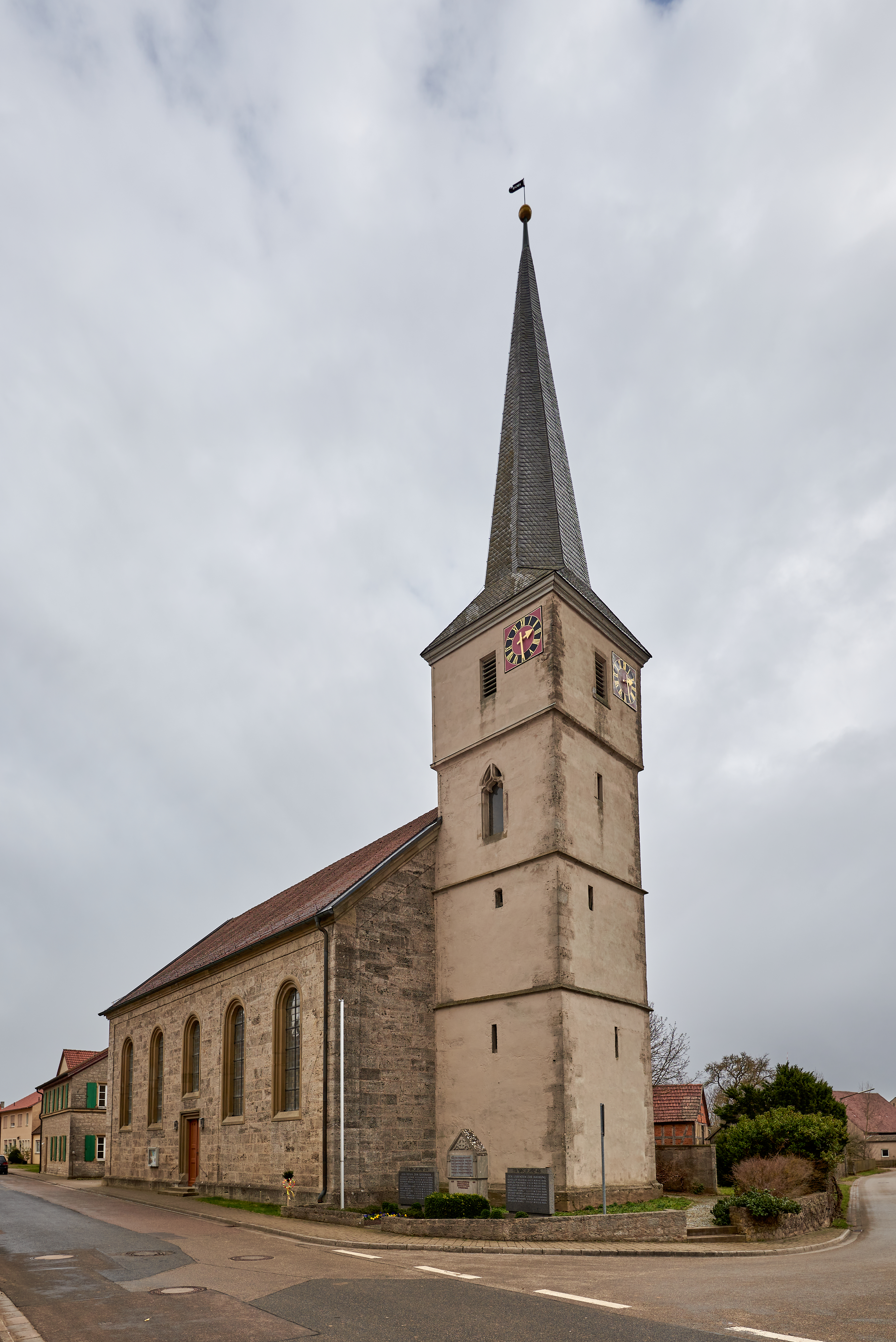
St. Maria Magdalena und Bernhard (Wallmersbach)

Die denkmalgeschützte, evangelisch-lutherische Pfarrkirche St. Maria Magdalena und Bernhard steht in Wallmersbach, einem Gemeindeteil der Stadt Uffenheim im Landkreis Neustadt an der Aisch-Bad Windsheim (Mittelfranken, Bayern). Die Kirche ist unter der Denkmalnummer D-5-75-168-139 als Baudenkmal in der Bayerischen Denkmalliste eingetragen. Die Kirchengemeinde gehört zum Dekanat Uffenheim im Kirchenkreis Ansbach-Würzburg der Evangelisch-Lutherischen Kirche in Bayern.

## Beschreibung
Die unteren Geschosse des Kirchturms aus verputzten Bruchsteinmauerwerk mit Ecksteinen im Westen des Langhauses der Saalkirche stammen von 1495. Er wurde 1756 aufgestockt, um die Turmuhr und den Glockenstuhl unterzubringen, und mit einem achtseitigen, schiefergedeckten Knickhelm bedeckt. Das unverputzte Langhaus aus Muschelkalk wurde zwischen 1851 und 1855 nach Osten angebaut und mit einem Satteldach bedeckt. Aus dieser Zeit stammt die Kirchenausstattung.